# Stämmet, Västergötland
Stämmet är en sjö i Varbergs kommun i Västergötland och ingår i Viskans huvudavrinningsområde.